# Edita Gruberová
Edita Gruberová, född 23 december 1946 i Bratislava, död 18 oktober 2021 i Zürich i Schweiz, var en slovakisk koloratursopran uppmärksammad för bel canto-roller (Donizetti, Bellini och Rossini) och även i koloraturroller i Mozarts och Richard Strauss operor.